# ドミニク・トンプソン
ドミニク・ルイス・トンプソン（Dominic Lewis Thompson、2000年7月26日 - ）は、イングランド・ウィルスデン出身のサッカー選手。EFLチャンピオンシップ・ブラックプールFC所属。ポジションはDF。

## クラブ経歴
2019年8月7日、アーセナルFCのユースチームからブレントフォードFCに移籍し、3年契約を結んだ。プロ1年目となった2019-20シーズンは、シーズン5試合の出場に終わった。
2021年1月4日、イングランド3部リーグにあたるEFLリーグ1のスウィンドン・タウンFCにハーフシーズンの契約でレンタル移籍をした。
2022年7月25日、ブラックプールFCに3年契約で移籍した。